# Hojo Munenobu
Hojo Munenobu (Japans: 北条宗宣) (1259 - 16 juli 1312) van de Hojo-clan was de elfde shikken (regent) van het Japanse Kamakura-shogunaat en heerste van 1311 tot 1312. Van 1305 tot zijn aantreden als shikken in 1311 hield hij de positie van rensho (assistent van de shikken). Hij was de zevende Minamikata rokuhara tandai (hoofd binnenlandse veiligheid te Kioto) van 1297 tot 1302.
Hij stond ook wel bekend als Osaragi Munenobu (大仏宗宣). 
De echte macht tijdens het regentschap van Munenobu lag in handen van de tokuso (hoofd van de Hojo-clan), Hojo Takatoki, die heerste van 1311 tot 1333. Omdat de tokuso nog erg jong was, werd zijn macht weer waargenomen door Adachi Tokiaki, zijn grootmoeder, en Nagasaki Takasuke, een minister.  